# Clayton (Illinois)
Clayton és una població dels Estats Units a l'estat d'Illinois. Segons el cens del 2000 tenia 904 habitants.

## Demografia
Segons el cens del 2000, Clayton tenia 904 habitants, 322 habitatges, i 202 famílies. La densitat de població era de 401,2 habitants/km².
Dels 322 habitatges en un 29,8% hi vivien nens de menys de 18 anys, en un 50,9% hi vivien parelles casades, en un 10,2% dones solteres, i en un 37% no eren unitats familiars. En el 30,4% dels habitatges hi vivien persones soles el 18,9% de les quals corresponia a persones de 65 anys o més que vivien soles. El nombre mitjà de persones vivint en cada habitatge era de 2,34 i el nombre mitjà de persones que vivien en cada família era de 2,97.
Per edats la població es repartia de la següent manera: un 21,3% tenia menys de 18 anys, un 9,5% entre 18 i 24, un 33,2% entre 25 i 44, un 19,8% de 45 a 60 i un 16,2% 65 anys o més.
L'edat mediana era de 36 anys. Per cada 100 dones de 18 o més anys hi havia 137 homes.
La renda mediana per habitatge era de 23.077 $ i la renda mediana per família de 32.813 $. Els homes tenien una renda mediana de 23.145 $ mentre que les dones 20.114 $. La renda per capita de la població era de 13.882 $. Aproximadament el 13,2% de les famílies i el 14,7% de la població estaven per davall del llindar de pobresa.

## Poblacions més properes
El següent diagrama mostra les poblacions més properes.